# 콩코드 (매사추세츠주)

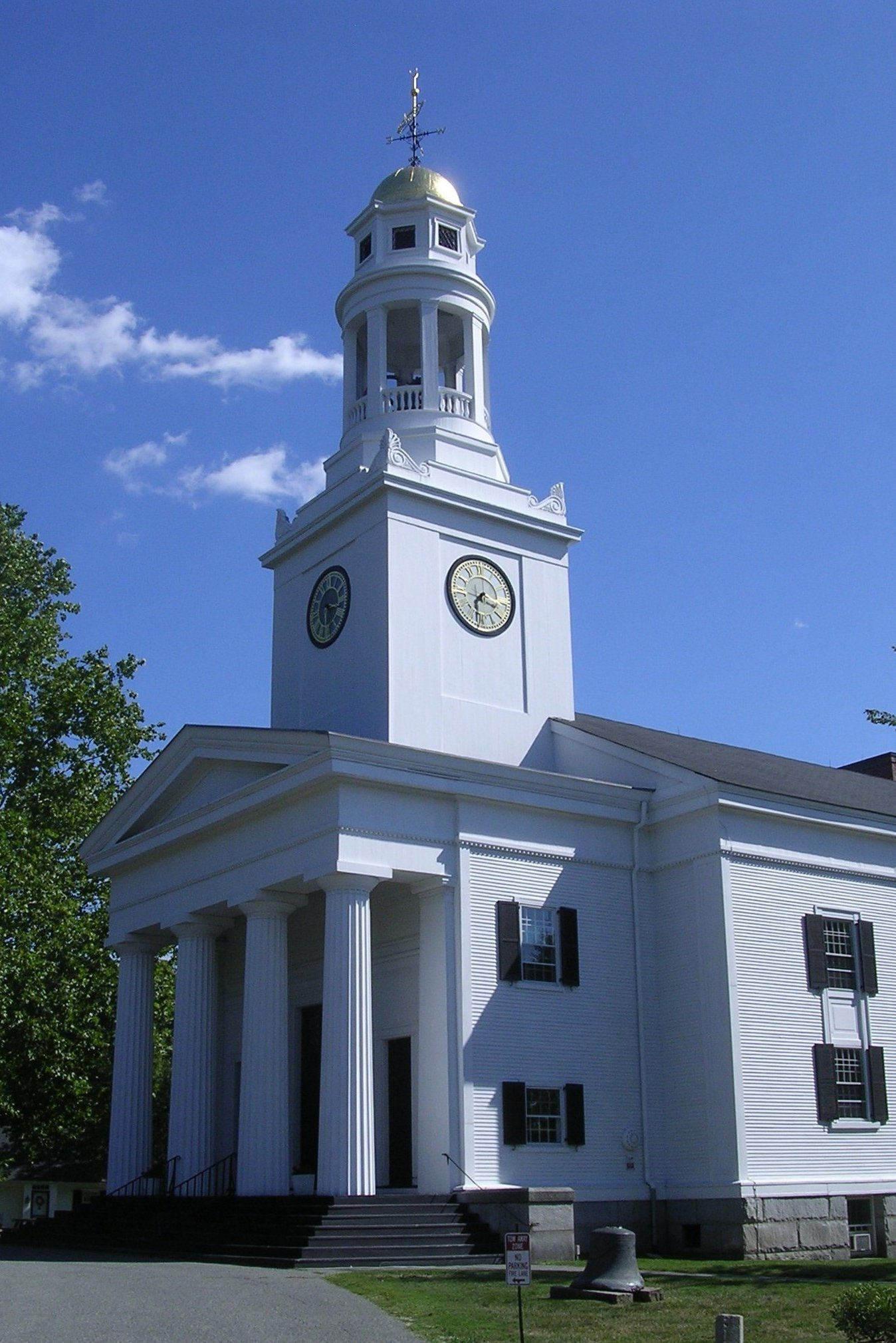

콩코드(Concord)는 매사추세츠주 중부 미들섹스군에 있는 소도시다. 월든 호수가 이 지역의 상징물이다. 대부분이 농장이나 숲, 과수원 그리고 꽃밭으로 이뤄져 있으며, 이 곳에선 콩코드 포도가 유명하다. 렉싱턴 콩코드 전투가 일어난 곳이다.

## 교통
매사추세츠 주도 2번과 2A번을 통해 갈 수 있다.

## 인구
| 연도 | 인구   | ±%     |
| ---- | ------ | ------ |
| 1850 | 2,249  | —      |
| 1860 | 2,246  | −0.1%  |
| 1870 | 2,412  | +7.4%  |
| 1880 | 3,922  | +62.6% |
| 1890 | 4,427  | +12.9% |
| 1900 | 5,652  | +27.7% |
| 1910 | 6,421  | +13.6% |
| 1920 | 6,461  | +0.6%  |
| 1930 | 7,477  | +15.7% |
| 1940 | 7,972  | +6.6%  |
| 1950 | 8,623  | +8.2%  |
| 1960 | 12,517 | +45.2% |
| 1970 | 16,148 | +29.0% |
| 1980 | 16,293 | +0.9%  |
| 1990 | 17,076 | +4.8%  |
| 2000 | 16,993 | −0.5%  |
| 2010 | 17,668 | +4.0%  |